# Idertia axillaris
Idertia axillaris är en tvåhjärtbladig växtart som först beskrevs av Daniel Oliver, och fick sitt nu gällande namn av Farron. Idertia axillaris ingår i släktet Idertia och familjen Ochnaceae. Inga underarter finns listade i Catalogue of Life.